# Louvrechy
Louvrechy là một xã ở tỉnh Somme, vùng Hauts-de-France, Pháp.

## Địa lý
Thị trấn này tọa lạc 13 dặm Anh về phía nam của Amiens, trong Thung lũng sông Noye, tại giao lộ đường D83 và D134.

## Dân số
| 1962                                                         | 1968 | 1975 | 1982 | 1990 | 1999 |
| ------------------------------------------------------------ | ---- | ---- | ---- | ---- | ---- |
| 166                                                          | 185  | 153  | 149  | 144  | 162  |
| Số liệu điều tra dân số từ năm 1962, dân số không tính trùng |      |      |      |      |      |